# AAPT Championships 2001
L'AAPT Championships 2001 è stato un torneo di tennis giocato sul cemento. È stata la 25ª edizione del Torneo di Adelaide, che fa parte della categoria International Series nell'ambito dell'ATP Tour 2001. Si è giocato ad Adelaide in Australia dall'1 all'8 gennaio 2001.

## Campioni

### Singolare
Tommy Haas ha battuto in finale  Nicolás Massú con il punteggio di 6–3, 6–1.

### Doppio
David Macpherson /  Grant Stafford hanno battuto in finale  Wayne Arthurs /  Todd Woodbridge con il punteggio di 6(5)–7, 6–4, 6–4.